# Francolinus psilolaemus
O francolim-das-charnecas (Francolinus psilolaemus sin. Scleroptila psilolaema, Scleroptila psilolaemus) é uma espécie de ave da família Phasianidae.
Pode ser encontrada nos seguintes países: Etiópia, Quénia e Uganda.